# ジャデベオン・クラウニー
ジャデベオン・ダバルス・クラウニー（Jadeveon Davarus Clowney、1993年2月14日 - ）（NFL Japanではジェイデビオン・クロウニーと表記される)は、アメリカ合衆国サウスカロライナ州ロックヒル出身のアメリカンフットボール選手。ポジションはディフェンシブエンド（DE）。

## 経歴

### プロ入り前
サウスポイント高校を経て、サウスカロライナ大学でカレッジフットボールをプレーしていた。2年次の2012年に、13回のサック（クォーターバックサック）と23.5回のタックルを記録し、大学の新記録となった。カンファレンスの年間最優秀ディフェンス選手に選ばれたほか、オールアメリカンにも選ばれた。大学通算では37試合に出場し、129回のタックルと24回のサックとなった。4年次を待たずにNFLドラフトに参加することとなった。

### ヒューストン・テキサンズ

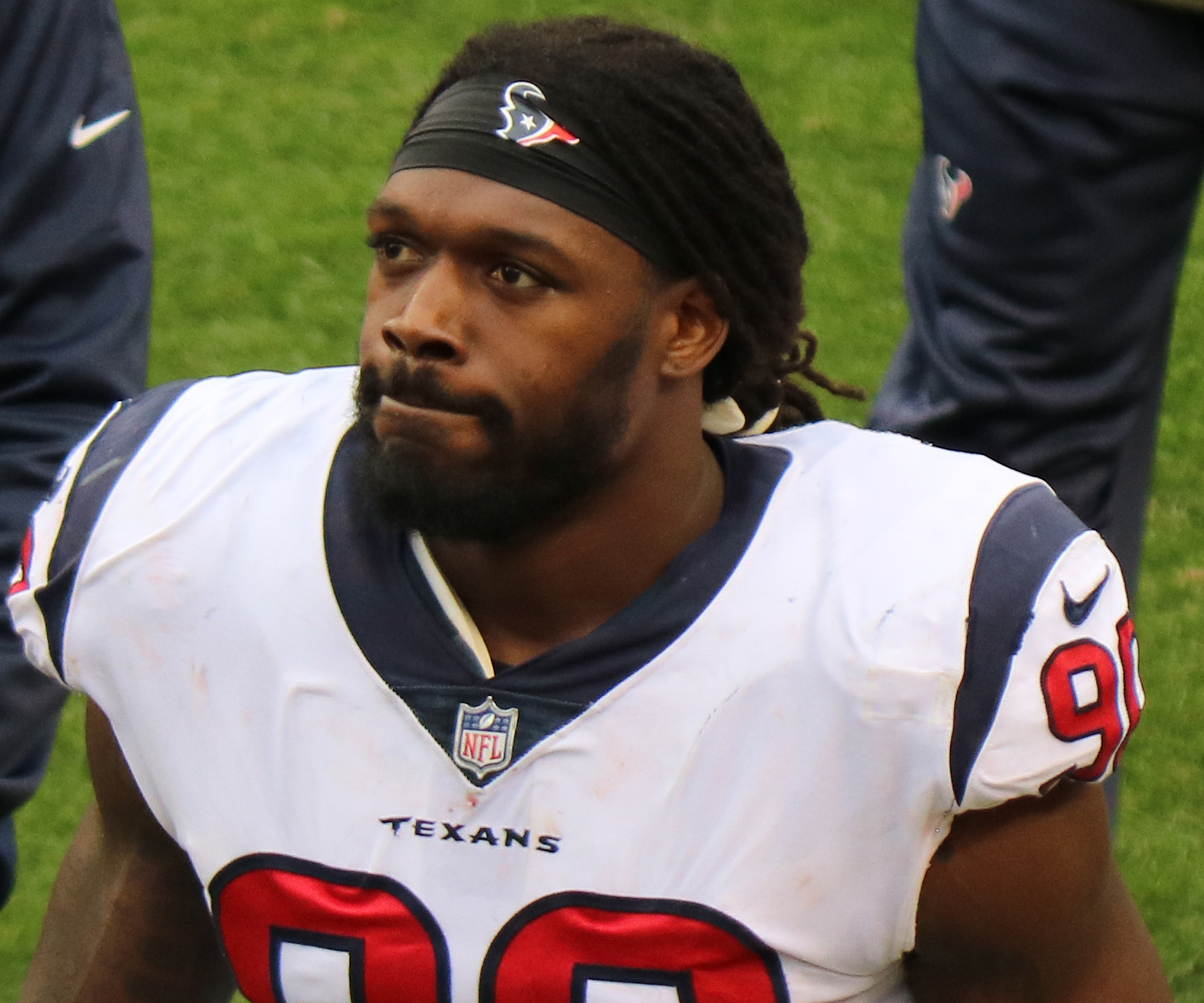
ヒューストン・テキサンズ時代(2018年)

クラウニーは、2014年のNFLドラフトで全体1位でヒューストン・テキサンズから指名された。開幕戦のワシントン・レッドスキンズ戦でプロデビューしたが、ルーキーイヤーは怪我の影響で4試合の出場に留まった。
2015年シーズン第7週のマイアミ・ドルフィンズ戦でキャリア初のサックを記録した。このシーズンは13試合に出場し、4.5サックを挙げた。
2016年シーズンは6サック、16ロスタックルを記録し、プロボウルとオールプロに選出された。
2017年、シーズン開幕前に5年目オプションの行使が発表された。
第3週のニューイングランド・ペイトリオッツ戦では相手QBトム・ブレイディのファンブルしたボールを拾い、キャリア初のタッチダウンをあげた。このシーズンは2年連続でプロボウルに選出されたが、膝の怪我により試合には出場しなかった。
2018年第4週のインディアナポリス・コルツ戦にて2サック、ファンブルリカバー、タッチダウンを記録し、週間MVPに選出された。このシーズンは3年連続でプロボウルに選出された。
このシーズンをもってルーキーの5年契約が満了となり一旦フランチャイズタグがつけられたが、テキサンズとの契約がまとまらない状況が続いた。

### シアトル・シーホークス
2019年8月31日にジェイコブ・マーティン、バーケビアス・ミンゴ、2020年のNFLドラフト3巡目指名権とのトレードでシアトル・シーホークスに移籍した。
第4週のアリゾナ・カージナルス戦ではキャリア初のインターセプトタッチダウンを相手QBカイラー・マレーから挙げた。第10週のサンフランシスコ・49ers戦では相手QBジミー・ガロポロからファンブルフォースとファンブルリカバータッチダウンを記録し、この活躍により週間MVPを受賞した。
このシーズンはNFLトップ100プレイヤーの41位にランクインした。

### テネシー・タイタンズ
2020年9月8日にテネシー・タイタンズと1年契約を結び移籍したが、11月に負傷者リスト入りし、シーズンは8試合の出場に留まった。

### クリーブランド・ブラウンズ
2021年4月14日にクリーブランド・ブラウンズと1年契約を結んだ。
このシーズンは14試合に出場し、37タックル・9サックを挙げる活躍をみせた。
2022年シーズンもブラウンズと1年契約を延長させたが、このシーズンはチームの選手起用法を批判したことにより、シーズン最終戦でインアクティブになるなどチームとの関係に溝が生じた。オフにFAとなった。

### ボルチモア・レイブンズ
2023年8月19日にボルチモア・レイブンズと1年契約を結んだ。このシーズンは17試合に出場し、キャリアハイとなる9.5サックを記録し、チームの地区優勝とプレーオフ第1シード獲得に貢献した。

### カロライナ・パンサーズ
2024年3月27日にカロライナ・パンサーズと2年契約を結んだ。2024年シーズン後、パンサーズから放出された。